# Thikana de Kharda
Kharda fou una thikana feudataria de Jodhpur formada únicament per un poble (Kharda). Tenia uns ingressos de 5000 rúpies i estava regida per rajputs rathors del clan Champawat de la branca Aaidanot, subbranca Sagatsinhot. L'ancestre era fill del thakur Aaidan de Kakani i va morir el 1674 a la batalla de Kahibar. El seu fill Raghunat Das va rebre diversos honors i fou hakim de Jodhpur el 1707, nomenat pel maharajà Ajit Singh que el 1708, a causa d'algunes intrigues, el va fer matar. El seu fill Kishan Das va fugir a Mewar però el 1726 el maharajà Abhai Singh el va cridar, li va retornar Kharda i li va concedir altres dominis; després va lluitar contra el maharajà Bakhat Singh de Jodhpur que li havia concedit la thikana de Sirana i va morir el 1741 en la batalla de Gangawana. Un altre germà, Bishan Dasm va rebre la thikana de Rajoda d'Abhai Singh el 1726 i va morir a la mateixa batalla que el seu germà sent el fundador de la branca de Rajoda; un tercer germà, Surat Singh, va rebre el 1726 la thikana de Khejarli; aquest va lluitar al costat del maharajà Bakhat Singh i va morir en la batalla de Sogawas el 1750; fou l'iniciador de la casa de Khejarli. A Kharda Shambu Dan o Das va destacar en diverses batalles entre les quals la de Tunga el 1787, la de Merta el 1790 i la de Fagi el 1807. En aquest darrer any el seu fill Indra Singh va rebre del maharajà de Jodhpur la thikana de Sirana i va iniciar aquesta branca.

## Llista de thakurs
- Thakur Sujan Singh ?-1674
- Thakur Raghunath Das (fill) 1674-1708
- Vacant 1708-1726
- Thakur Kishan Das 1726-1741
- Thakur Shyam Singh 1741-1754
- Thakur Shambud Das 1754- vers 1810
- Thakur Ram Singh segle XIX
- Thakur Prem Singh, segle XIX
- Thakur Pahar Singh
- Thakur Bharat Singh (mort sense fill segle XX)
- Thakur Bhairon Singh (germà)

## Branca de Rajoda
- Thakur Bishan Das 1726-1741
- Thakur Manohar Das 1741-?
- Thakur Vijai Singh
- Thakur Sher Singh
- Thakur Nawal Singh
- Thakur Lal Singh
- Thakur Tejmal Singh

## Branca de Khejarli
- Thakur Surat Singh 1726-1750
- Thakur Sangram Singh 1750-?
- Thakur Jalam Singh ?-1790 (+ 1790 a la batalla de Merta)
- Thakur Salam Singh i 1790-?
- Thakur Shardul Singh
- Thakur Tej Singh
- Thakur Ratan Singh

## Branca de Sirana
- Thakur Indra Singh 1807-?
- Thakur Heer Singh
- Thakur Man Singh
- Thakur Chiman Singh